# Illumishade
Az Illumishade egy svájci rock és metál együttes, melyet Fabienne Erni és Jonas Wolf alapított.

## Története
Az együttes története 2019-ben a Zürichi Művészeti Egyetemen indult, ahol az együttes tagjai a tanulmányaikat végezték.
Fabienne Erni mesterképzése során azt a feladatot kapta, hogy egy koncepcióra építve alkosson egy együttest és zenéljenek 40 percet. Ezután a tagok folytatták a közös munkát. Első albumuk kiadásának finanszírozására crowdsourcing kampányt indítottak. 2023-ban a Napalm Records kiadóhoz szerződtek. Második albumuk 2024-ben jelent meg.

## Tagok
- Fabienne Erni – ének, billentyű
- Jonas Wolf – gitár
- Mirjam Skal – billentyű, hangszerelés
- Yannick Urbanczik – basszusgitár
- Marc Friedrich – dob

## Diszkográfia
- Eclyptic: Wake of Shadows (2020)
- Another Side of You (2024)